# Velorex (CNC Industrial)
Velorex is een Peruviaans merk van motorfietsen, driewielige transportvoertuigen en driewielige taxis. Het is onderdeel van CNC Industrial.
In Peru worden onder deze merknaam 125- en 150cc voertuigen geproduceerd die grotendeels als commercial zijn uitgevoerd. Men produceert lichte commuter bikes, all- en offroads en kleine stadsscooters, maar ook offroad die aan de voor- en achterkant van een bagagerek is voorzien. Daarnaast worden een soort gemotoriseerde riksjas en transportvoertuigjes geproduceerd, allemaal op basis van de motorfietsen. 